# John Hiatt
John Robert Hiatt (20 de agosto de 1952) é um cantor e compositor estadunidense. Ele tocou uma variedade de estilos musicais em seus álbuns, incluindo new wave, blues e country. Hiatt foi indicado para nove prêmios Grammy e foi premiado com outras distinções na indústria da música.
John estava trabalhando como compositor para a Tree International, uma gravadora em Nashville, quando sua música " Sure As I'm Sittin' Here " foi regravada por Three Dog Night. A música se tornou um hit Top 40, propiciando a John um contrato de gravação com a Epic Records. Desde então, ele lançou 22 álbuns de estúdio, dois álbuns de compilação e um álbum ao vivo.

## Infância
Hiatt nasceu em 1952, filho de Robert e Ruth Hiatt, o sexto de sete filhos de uma família católica romana de Indianápolis, Indiana. Quando ele tinha 9 anos, o irmão de 21 anos dele, Michael, morreu por suicídio. Dois anos depois, seu pai morreu após uma longa doença. Para escapar do estresse de sua infância, John assistia às corridas da IndyCar e ouvia Elvis Presley, Bob Dylan e blues. John conta que um dia chegou a roubar um Ford Thunderbird com amigos, um crime pelo qual ele foi pego pelos proprietários, mas do qual escapou, fingindo que tinha apenas pego carona. Ele aprendeu a tocar violão quando tinha 11 anos e começou sua carreira musical em Indianápolis ainda adolescente.

## Carreira
John mudou-se para Nashville, Tennessee, quando tinha 18 anos e conseguiu um emprego como compositor para a Tree-Music Publishing Company por um salário semanal de US$ 25.

### Início da carreira solo (1974-1978)
John conheceu Don Ellis da Epic Records em 1973, e recebeu um contrato de gravação, lançando seu primeiro single, "We Make Spirit", no final daquele ano. Nesse mesmo ano, John escreveu a música "Sure as I'm Sitting Here", gravada por Three Dog Night.
Em 1974, Hiatt lançou Hangin' Around the Observatory, que foi um sucesso de crítica, mas um fracasso comercial. Um ano depois, Overcoats foi lançado e, como também não conseguiu vender bem, ocasionou o fim do contrato com a Epic Records.

### Anos da MCA/Geffen (1979–1986)
John foi escolhido pelo selo MCA em 1979. Ele lançou dois álbuns para a gravadora - Slug Line (1979) e Two Bit Monsters (1980) - nenhum dos quais teve sucesso comercial. Ele recebeu algumas boas críticas para esses álbuns por críticos na Holanda. Ele se apresentou no Paradiso em Amsterdã pela primeira vez em 1979 (abrindo para Southside Johnny &amp; The Asbury Jukes ) e voltou com frequência e construiu uma base sólida de fãs. Em 1982, "Across the Borderline", escrito por Hiatt com Ry Cooder e Jim Dickinson, apareceu na trilha sonora do filme The Border, cantado pela estrela country Freddy Fender. A canção foi posteriormente regravada em álbuns de Willie Nelson, Paul Young, Rubén Blades e Willy DeVille, entre outros, bem como por Bruce Springsteen e Bob Dylan em concerto. John assinou em 1982 com a Geffen (que mais tarde absorveu a MCA), onde gravou três álbuns diversos de 1982 a 1985. O primeiro, All of a Sudden, foi produzido por Tony Visconti, e contou com o uso de teclados e sintetizadores; seus álbuns futuros combinaram influências country e soul. Riding with the King apareceu em 1983, produzido por Scott Mathews, Ron Nagle e Nick Lowe.
John gravou um dueto com Elvis Costello, uma versão cover da música dos Spinners "Living a Little, Laughing a Little", que apareceu em Warming Up to the Ice Age. Pouco depois de seu lançamento, Bob Dylan fez um cover da sua música "The Usual", que havia aparecido na trilha sonora de Hearts of Fire. No entanto, a Geffen retirou John da gravadora depois que Ice Age não conseguiu entrar nas paradas.

### Sucesso (1987-1989)
John atingiu o sucesso em 1987, quando lançou Bring the Family. Para o álbum, Hiatt tinha uma banda de apoio composta por Ry Cooder, Nick Lowe e Jim Keltner.
Em 1988, ele voltou ao estúdio com Glyn Johns produzindo para gravar Slow Turning, que foi seu primeiro álbum a atingir a metade superior da Billboard 200.

### Década de 1990 e além
Em 1992, Cooder, Keltner e Lowe novamente fizeram o a banda de apoio de John, mas desta vez eles se deram o nome Little Village. uma referência a uma música de Sonny Boy Williamson II. As expectativas para o álbum Little Village eram altas, mas o álbum não conseguiu chegar tão alto quanto o último álbum solo de John, e o grupo se desfez após uma turnê de sucesso moderado.
Hiatt gravou Perfectly Good Guitar com membros dos grupos de rock alternativo School of Fish e Wire Train em 1993. John gravou o álbum com o produtor Matt Wallace, que trabalhou mais com o Faith No More, uma banda que o filho de 15 anos de John, Rob, havia recomendado para ele.
Em 1994, Hiatt lançou Hiatt Comes Alive at Budokan?, seu primeiro álbum oficial ao vivo e seu último álbum com a A&M Records.
Em 2002, John cantou várias músicas para a trilha sonora do filme da Disney The Country Bears, novamente com a produção de Glyn.

## Vida pessoal
John tem um enteado, Robert, e duas filhas, a cantora e compositora Lilly Hiatt e Georgia Rae Hiatt.
Em 25 de junho de 2019, a The New York Times Magazine listou John Hiatt entre centenas de artistas cujo material foi destruído no incêndio da Universal em 2008.

## Discografia
- Hangin' Around the Observatory (Epic, 1974)
- Overcoats (Epic, 1975)
- Slug Line (MCA, 1979)
- Two Bit Monsters (MCA, 1980)
- All of a Sudden (Geffen, 1982)
- Riding with the King (Geffen, 1983)
- Warming Up to the Ice Age (Geffen, 1985)
- Bring the Family (A&M, 1987)
- Slow Turning (A&M, 1988)
- Stolen Moments (A&M, 1990)
- Perfectly Good Guitar (A&M, 1993)
- Walk On (Capitol, 1995)
- Little Head (Capitol, 1997)
- Crossing Muddy Waters (Vanguard, 2000)
- The Tiki Bar is Open (Vanguard, 2001)
- Beneath This Gruff Exterior (New West, 2003)
- Master of Disaster (New West, 2005)
- Same Old Man (New West, 2008)
- The Open Road (New West, 2010)
- Dirty Jeans and Mudslide Hymns (New West, 2011)
- Mystic Pinball (New West, 2012)
- Terms of My Surrender (New West, 2014)
- The Eclipse Sessions (New West, 2018)
- Leftover Feelings - com a Jerry Douglas Band (2021)